# Aleksandar Prokopiev
Aleksandar Prokopiev (Skoplje, 24. veljače 1953.) je makedonski pripovjedač i esejist.
Osnovnu i srednju školu pohađa u rodnome gradu, a diplomira na komparativnoj književnosti i teoriji književnosti u Beogradu. Doktor je znanosti i znanstveni suradnik Instituta za makedonsku književnost u Skopju. Bio je član uredništva znanstvenog periodika “Spektar”. Jedan je od istaknutijih predstavnika tzv. petog kruga suvremene makedonske književnosti, uglavnom postmodernističke orijentacije. Pojedine pripovijetke prevedene su mu na desetak svjetskih jezika. Zastupljen je u više antologija makedonske kratke proze (Borislav Pavlovski: “Gospodari labirinta / Antologija snova, maštarija i fantastičnih priča iz makedonske književnosti”, Naklada MD, Zagreb, 1998.; Katica Ćulavkova: “Maketa / Savremena makedonska kratka priča”, Otkrovenje, Beograd, 2001. i dr.).
Živi i stvara u Skopju.

## Objavljene knjige
- “Mladi majstor Igre” (Mladiot majstor na Igrata, 1983.), kratke priče,
- Ili...Ili..., (1986.), kratke priče,
- “Plovidba ka jugu” (Plovidba kon jug, 1987.), kratke priče,
- “Slovo o zmiji” (Slovo za zmijata, 1992.), pripovijetke,
- “Je li Kalimah bio postmodernist” (Da li Kalimah beše postmodernist, 1994.), eseji,
- “Anti-uputstva za osobnu upotrebu” (Anti-upatstva za lična upotreba, 1996.), pjesnički dnevnik,
- “Ars amatoria” (Geopoetika, Beograd, 1997.), pripovijetke,
- “Putovanje bajke” (Patuvanjata na skaznata, 1997.), znanstveni eseji,
- “Postmoderni Babilon” ('Postmoderen Vavilon' 2000.), eseji,
- “Anti-uputstva za ličnu upotrebu” (Geopoetika, Beograd, 2003.)